# Gletscherhorn (Alpi Bernesi)
Il Gletscherhorn (3.983 m s.l.m.) è una montagna delle Alpi Bernesi.

## Descrizione
Si trova a cavallo tra il Canton Berna ed il Canton Vallese e a sud della Jungfrau.